# Lorenzo Cibo de Mari
Lorenzo Cibo de Mari (Génova, c. 1450-Roma, 21 de diciembre de 1503) fue un eclesiástico italiano, arzobispo de Benevento y cardenal. 

## Biografía
Su filiación no está clara: aunque todos los autores lo señalan como hijo de una mujer española de nombre desconocido, algunos lo mencionan como hijo natural de Maurizio Cibo, que fue hombre de confianza de Alfonso V de Aragón y hermano del papa Inocencio VIII, mientras otros lo hacen hijo de Domenico De Mari, que debió ser tío de Maurizio. Sus primeros años son desconocidos. 
Era canónigo de San Pedro cuando en 1485, con el favor de su pariente que había sido elegido papa el año anterior, fue nombrado arzobispo de Benevento; fue consagrado el año siguiente por el pontífice, con la asistencia del obispo de Aleria Ardicino della Porta y del de Ventimiglia Antonio Pallavicino.
Su pariente Inocencio VIII le creó cardenal en el consistorio de 1489 con título de Santa Susana, que posteriormente cambiaría por los de Santa Cecilia, San Marcos, Albano y Palestrina. En distintos periodos fue administrador apostólico de las diócesis de Vannes y Noli, camarlengo del Colegio Cardenalicio y abad in commendam de varios monasterios en Italia, España y Francia.
Participó en el cónclave de 1492 en que fue elegido papa Alejandro VI y en los de septiembre y octubre de 1503 en que lo fueron Pío III y Julio II. 
Fallecido este último año, fue sepultado en la capilla de San Lorenzo de la basílica de Santa María del Popolo.